# Équipe de Pologne masculine de cyclisme sur route
L’équipe cycliste masculine de Pologne sur route est la sélection nationale participant notamment au Tour de Pologne chaque année depuis 2009. Cette équipe apparaît également occasionnellement durant l’histoire de la compétition.

## Victoires
| Année | Coureur |
| ----- | ------- |

| Année | Coureur | Nb de points |
| ----- | ------- | ------------ |

| Année | Coureur          | Nb de points |
| ----- | ---------------- | ------------ |
| 2024  | Michał Paluta    | 33           |
| 2020  | Patryk Stosz     | 64           |
| 2009  | Marek Rutkiewicz | 100          |

| Année | Coureur          | Nb de points |
| ----- | ---------------- | ------------ |
| 2024  | Norbert Banaszek | 11           |
| 2023  | Patryk Stosz     | 18           |
| 2022  | Patryk Stosz     | 16           |
| 2020  | Maciej Paterski  | 15           |
| 2015  | Kamil Gradek     | 8            |
| 2011  | Adrian Kurek     | 13           |
| 2008  | Marcin Sapa      | 9            |

| Date       | Étapes                           | Coureur            | Type d’étape     |
| ---------- | -------------------------------- | ------------------ | ---------------- |
| 08/08/2015 | 7e étape du Tour de Pologne 2015 | Marcin Białobłocki | Contre-la-montre |

## Sélections

### Tour de Pologne 2024
| Dossard | Nom               | Résultats             |
| ------- | ----------------- | --------------------- |
| 211     | Marcin Budziński  | 44e                   |
| 212     | Michał Paluta     | 97e Meilleur grimpeur |
| 213     | Norbert Banaszek  | 114e Super-combatif   |
| 214     | Piotr Pękala      | 28e                   |
| 215     | Radosław Frątczak | 127e                  |
| 216     | Mateusz Kostański | 104e                  |
| 217     | Kacper Gieryk     | 116e                  |

### Tour de Pologne 2023
| Dossard | Nom              | Résultats           |
| ------- | ---------------- | ------------------- |
| 231     | Marcin Budziński | 41e                 |
| 232     | Jakub Kaczmarek  | 84e                 |
| 233     | Norbert Banaszek | 140e                |
| 234     | Patryk Stosz     | 117e Super-combatif |
| 235     | Piotr Brożyna    | 61e                 |
| 236     | Maciej Paterski  | 88e                 |
| 237     | Bartłomiej Proć  | HD-3                |

### Tour de Pologne 2022
| Dossard | Nom                   | Résultats           |
| ------- | --------------------- | ------------------- |
| 221     | Stanisław Aniołkowski | 74e                 |
| 222     | Patryk Stosz          | 127e Super-combatif |
| 223     | Mateusz Grabis        | 124e                |
| 224     | Jakub Kaczmarek       | 28e                 |
| 225     | Piotr Brożyna         | 104e                |
| 226     | Marcin Budziński      | 82e                 |
| 227     | Jakub Murias          | 96e                 |

### Tour de Pologne 2021
| Dossard | Nom                   | Résultats |
| ------- | --------------------- | --------- |
| 211     | Stanisław Aniołkowski | 115e      |
| 212     | Piotr Brożyna         | 46e       |
| 213     | Michał Paluta         | 86e       |
| 214     | Filip Maciejuk        | 107e      |
| 215     | Łukasz Owsian         | 67e       |
| 216     | Maciej Paterski       | 41e       |
| 217     | Patryk Stosz          | 74e       |

### Tour de Pologne 2020
| Dossard | Nom                | Résultats             |
| ------- | ------------------ | --------------------- |
| 211     | Adrian Banaszek    | 125e                  |
| 212     | Alan Banaszek      | 136e                  |
| 213     | Paweł Bernas       | 67e                   |
| 214     | Piotr Brożyna      | 31e                   |
| 215     | Przemysław Niemiec | 127e                  |
| 216     | Maciej Paterski    | 100e Super-combatif   |
| 217     | Patryk Stosz       | 84e Meilleur grimpeur |

### Tour de Pologne 2019
| Dossard | Nom              | Résultats |
| ------- | ---------------- | --------- |
| 181     | Paweł Cieślik    | 83e       |
| 182     | Paweł Franczak   | AB-7      |
| 183     | Jakub Kaczmarek  | AB-7      |
| 184     | Adrian Kurek     | AB-6      |
| 185     | Maciej Paterski  | 101e      |
| 186     | Szymon Rekita    | 50e       |
| 187     | Marek Rutkiewicz | 60e       |

### Tour de Pologne 2018
| Dossard | Nom              | Résultats |
| ------- | ---------------- | --------- |
| 211     | Karol Domagalski | AB-7      |
| 212     | Jakub Kaczmarek  | 80e       |
| 213     | Maciej Paterski  | 69e       |
| 214     | Michał Podlaski  | 77e       |
| 215     | Marek Rutkiewicz | AB-6      |
| 216     | Adam Stachowiak  | AB-6      |
| 217     | Kamil Zieliński  | 98e       |

### Tour de Pologne 2017
| Dossard | Nom              | Résultats |
| ------- | ---------------- | --------- |
| 211     | Paweł Bernas     | AB-7      |
| 212     | Paweł Cieślik    | 36e       |
| 213     | Paweł Franczak   | AB-6      |
| 214     | Kamil Gradek     | 90e       |
| 215     | Marek Rutkiewicz | 19e       |
| 216     | Adam Stachowiak  | 88e       |
| 217     | Emanuel Piaskowy | 65e       |

### Tour de Pologne 2016
| Dossard | Nom                      | Résultats |
| ------- | ------------------------ | --------- |
| 201     | Dariusz Batek            | AB-5      |
| 202     | Paweł Bernas             | 64e       |
| 203     | Przemysław Kasperkiewicz | AB-5      |
| 204     | Kamil Gradek             | AB-5      |
| 205     | Szymon Rekita            | AB-5      |
| 206     | Marek Rutkiewicz         | AB-2      |
| 207     | Gracjan Szelag           | AB-5      |
| 208     | Artur Detko              | 68e       |

### Tour de Pologne 2015
| Dossard | Nom                | Résultats          |
| ------- | ------------------ | ------------------ |
| 181     | Dariusz Batek      | 82e                |
| 182     | Kamil Zieliński    | AB-6               |
| 183     | Marcin Białobłocki | 102e               |
| 184     | Paweł Franczak     | 75e                |
| 185     | Kamil Gradek       | 87e Super-combatif |
| 186     | Adam Stachowiak    | 80e                |
| 187     | Tomasz Marczyński  | 22e                |
| 188     | Kamil Zieliński    | 77e                |

### Tour de Pologne 2014
| Dossard | Nom                      | Résultats |
| ------- | ------------------------ | --------- |
| 181     | Kamil Gradek             | 103e      |
| 182     | Paweł Bernas             | 106e      |
| 183     | Kamil Zieliński          | 48e       |
| 184     | Paweł Franczak           | 105e      |
| 185     | Przemysław Kasperkiewicz | 125e      |
| 186     | Paweł Cieślik            | 32e       |
| 187     | Konrad Dąbkowski         | AB-6      |
| 188     | Bartosz Warchoł          | 91e       |

### Tour de Pologne 2013
| Dossard | Nom              | Résultats |
| ------- | ---------------- | --------- |
| 221     | Łukasz Bodnar    |           |
| 222     | Paweł Cieślik    |           |
| 223     | Karol Domagalski |           |
| 224     | Kamil Gradek     |           |
| 225     | Adam Stachowiak  | AB-2      |
| 226     | Paweł Franczak   |           |